# IC 3312
IC 3312 је спирална галаксија у сазвјежђу Береникина коса која се налази на листи објеката дубоког неба у Индекс каталогу.
Деклинација објекта је + 23° 34' 53" а ректасцензија 12h 25m 29,8s. Привидна величина (магнитуда) објекта IC 3312 износи 15,7 а фотографска магнитуда 16,5.